# Oculus Rift
Rift（リフト）は、Oculus VR社が開発・発売していたバーチャル・リアリティヘッドセット。2012年に最初の開発者向けキットが公開され、2016年3月に消費者向け製品として発売された。2021年までに製造を終了している。消費者向けVRヘッドセット市場の初期基盤を築いた製品の一つ。
製品名自体はRiftであるが、Oculus Rift（オキュラス・リフト）、あるいは単にOculus（オキュラス）として表記されることが多々ある。

## 概要
Riftは広視野角、頭の動きに表示が追従するヘッドトラッキングといった特徴を持つバーチャル・リアリティ (VR) に特化したヘッドマウントディスプレイ (HMD) と、VR映像を計算・出力するPC（ソフトウェア）を組み合わせたシステムである（トラッキングには外部カメラも別途必要）。立体映像の仕組みとしては一般的な液晶パネルを左右に分割し、それぞれを左右の瞳で視聴する最もシンプルな「サイドバイサイド」方式を採用。最大の特徴としてHMD内の表示部に魚眼レンズを設置しPC側での逆補正を組み合わせることで、原始的ながらも安価なVR HMDの実現を目指している（後の製品版では後述するようにハイエンド化も図られている）。同様の仕組みを採用したVR用HMDには、ほかに「Google Cardboard」などがある。
2012年のElectronic Entertainment Expo (E3) にて初めてプロトタイプが公開され、その後に行われたクラウドファンディングKickstarterによる開発費募集では、目標額25万ドルをはるかに上回る240万ドルの調達に成功するなど注目を集めた。2013年からは開発者向けキットも出荷され、フィードバックをもとにした度重なる仕様変更を経て、2016年3月に一般向けに発売された。
製造元のOculus VR, Inc.はパルマー・ラッキーとScaleformの共同設立者によって設立された企業で、後にid Softwareの共同設立者だったジョン・D・カーマックが最高技術責任者 (CTO) として参画している。同社は2014年3月、SNS最大手のFacebookにより20億ドルで買収されている。
2020年9月、Facebookはスタンドアロン式VR HMD「Oculus Quest 2」の発表に際し、「Oculus Rift S」を最後にPC接続式VR HMDの開発を終了すると発表した。2021年7月、Oculus Riftおよびそのアクセサリーの製造・販売を終了したと公式サイトで発表された。

## ハードウェア

### 製品

#### Development Kit
Oculus開発キットの初期バージョンはKickstarterのキャンペーンにより開発費の資本を確保している。キャンペーンの目的は開発者が自ら開発しているゲームとOculus Rift初期バージョンの連携テストを開始できるように配布することである。
2012年8月、Oculus VR社はRiftを300ドル以上出資した人への報奨品として出荷予定日を2012年12月として提供することを発表した。100台と限定された未組み立てのRiftのプロトタイプキットがあり、こちらは275ドルでその一ヶ月前に出荷される予定だった。両方のバージョンでDoom 3 BFGエディションを含む予定だったが、ゲームはRift対応の準備が間に合わず、その補填としてSteamまたはOculusストアでの割引きチケットを同梱した。

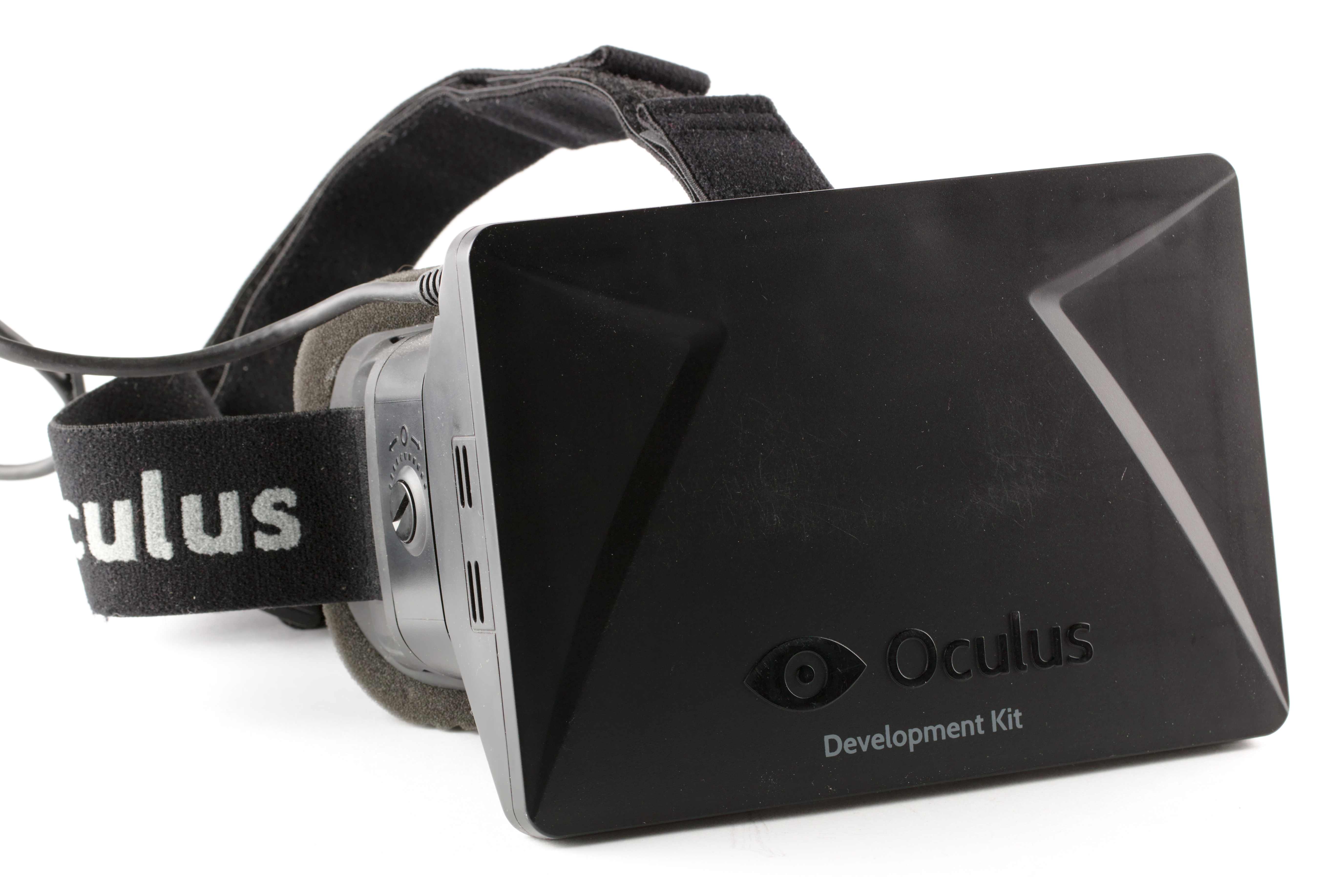
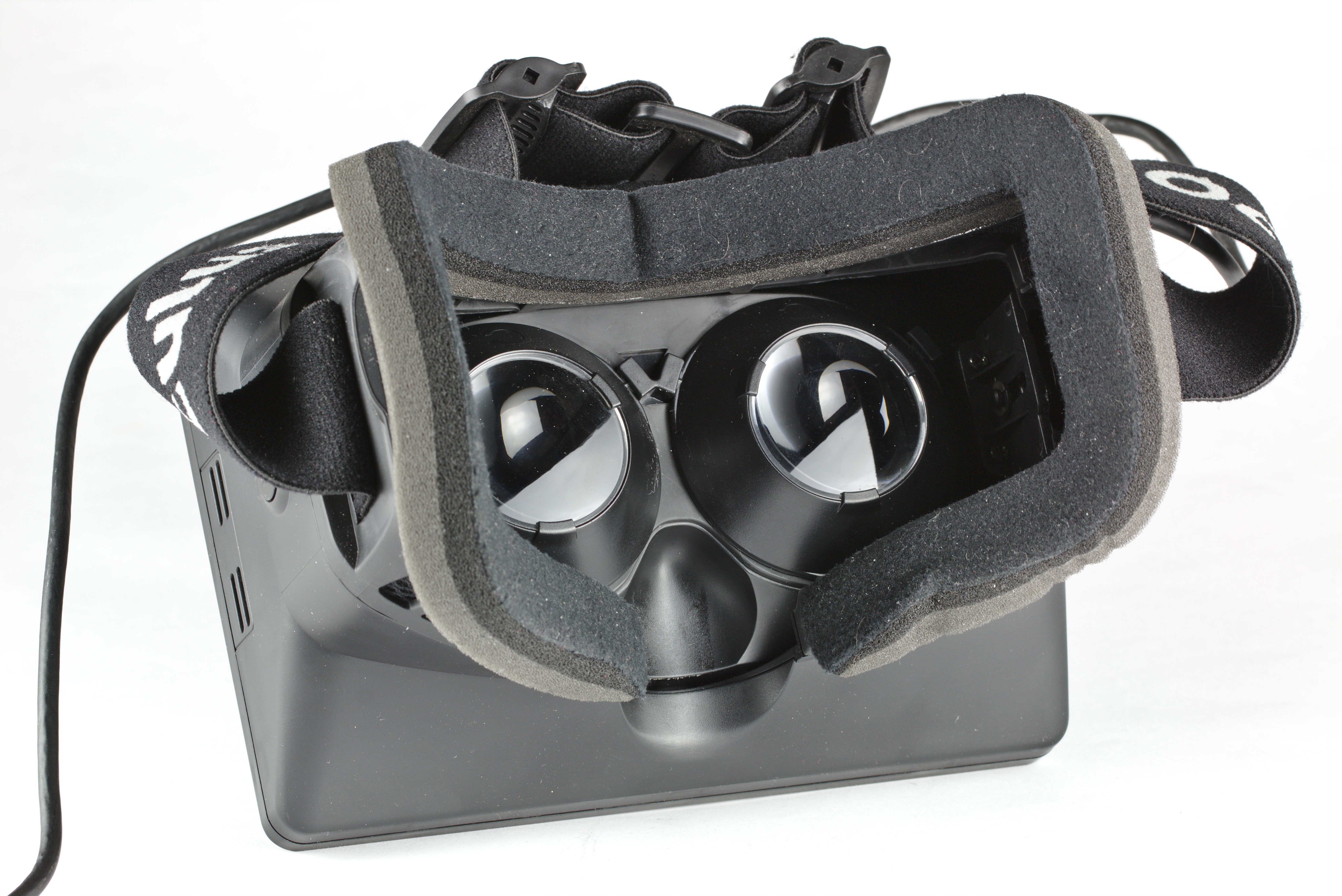
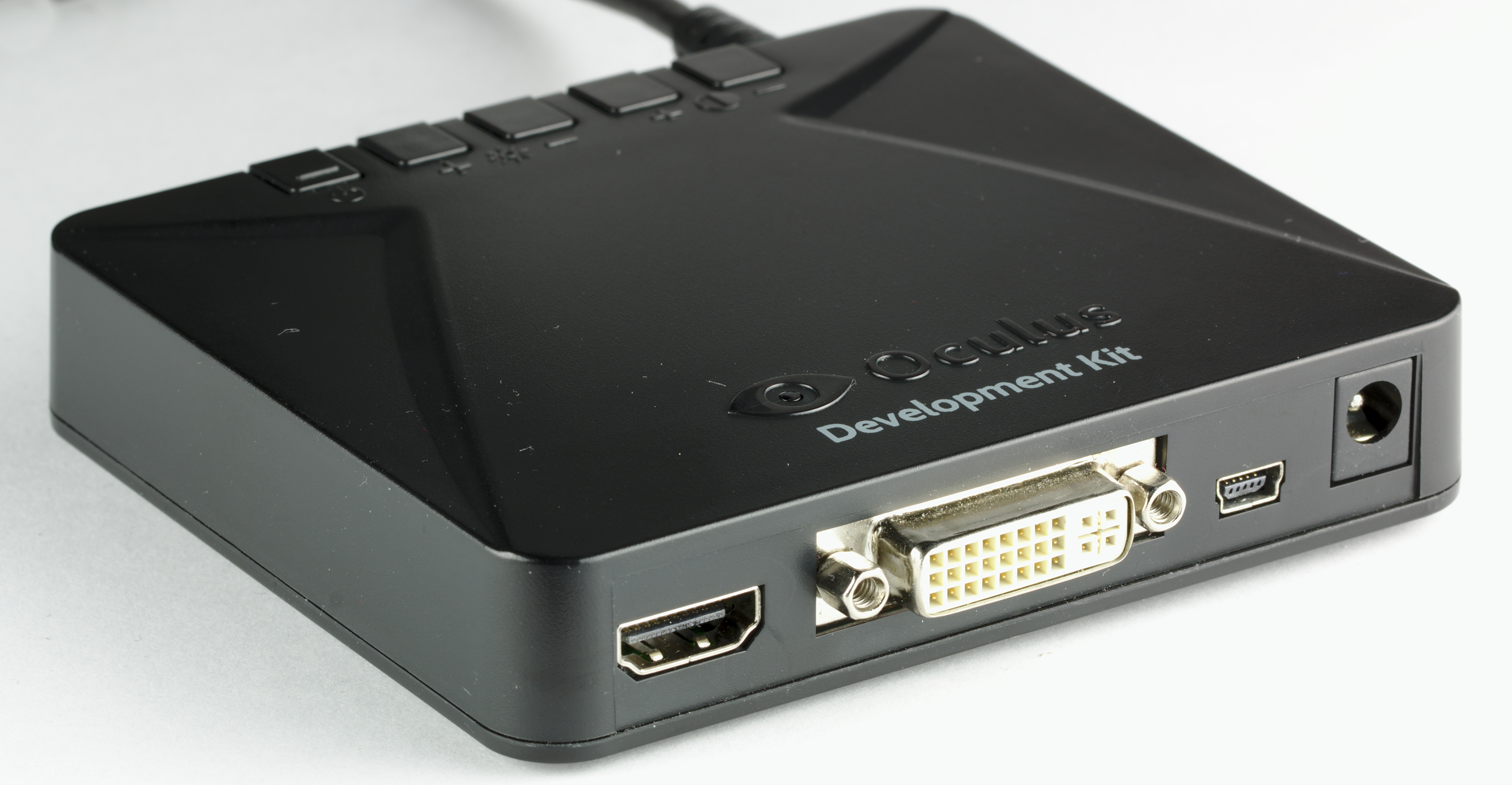
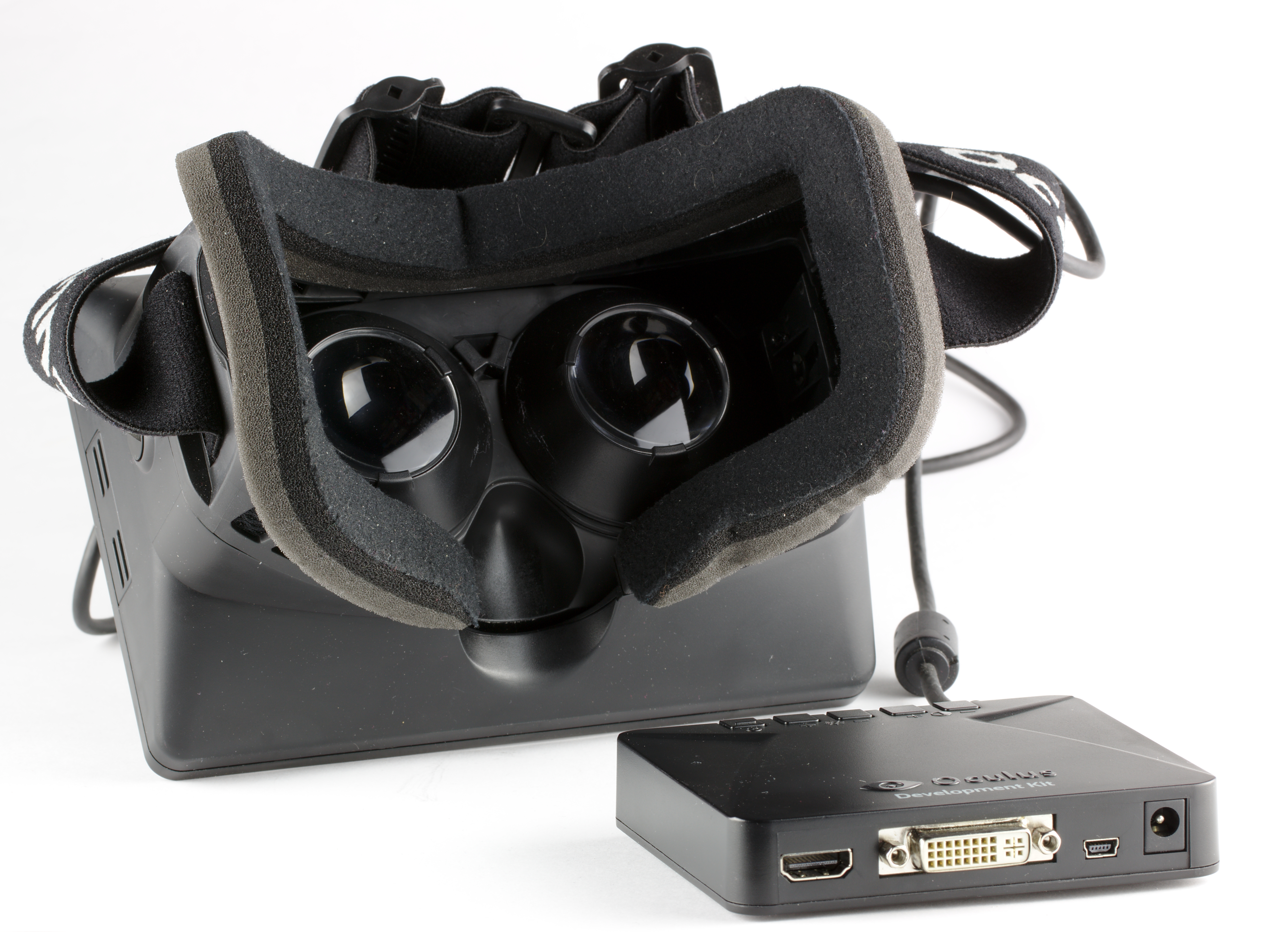

#### Development Kit 2
Development Kit 2（DK2, 開発キット2）は、2014年3月19日に発表された開発キットの第2弾である。DK2では、既存の開発キットにおいて不満が集中していた解像度が1280x800から1920x1080に改善されており、パネル自体も一般的な液晶から応答の早い有機ELに変更されている。さらに外部カメラと赤外線LEDにより、ヘッドトラッキングのレイテンシ低減が図られている。この仕様は同年1月のCESで公開されたプロトタイプ「Crystal Cove」と同じものだが、奇しくも発表の前日にはSCEからほぼ同じ仕様のHMD「Project Morpheus」（後のPlayStation VR）が発表されている。

#### コンシューマ版

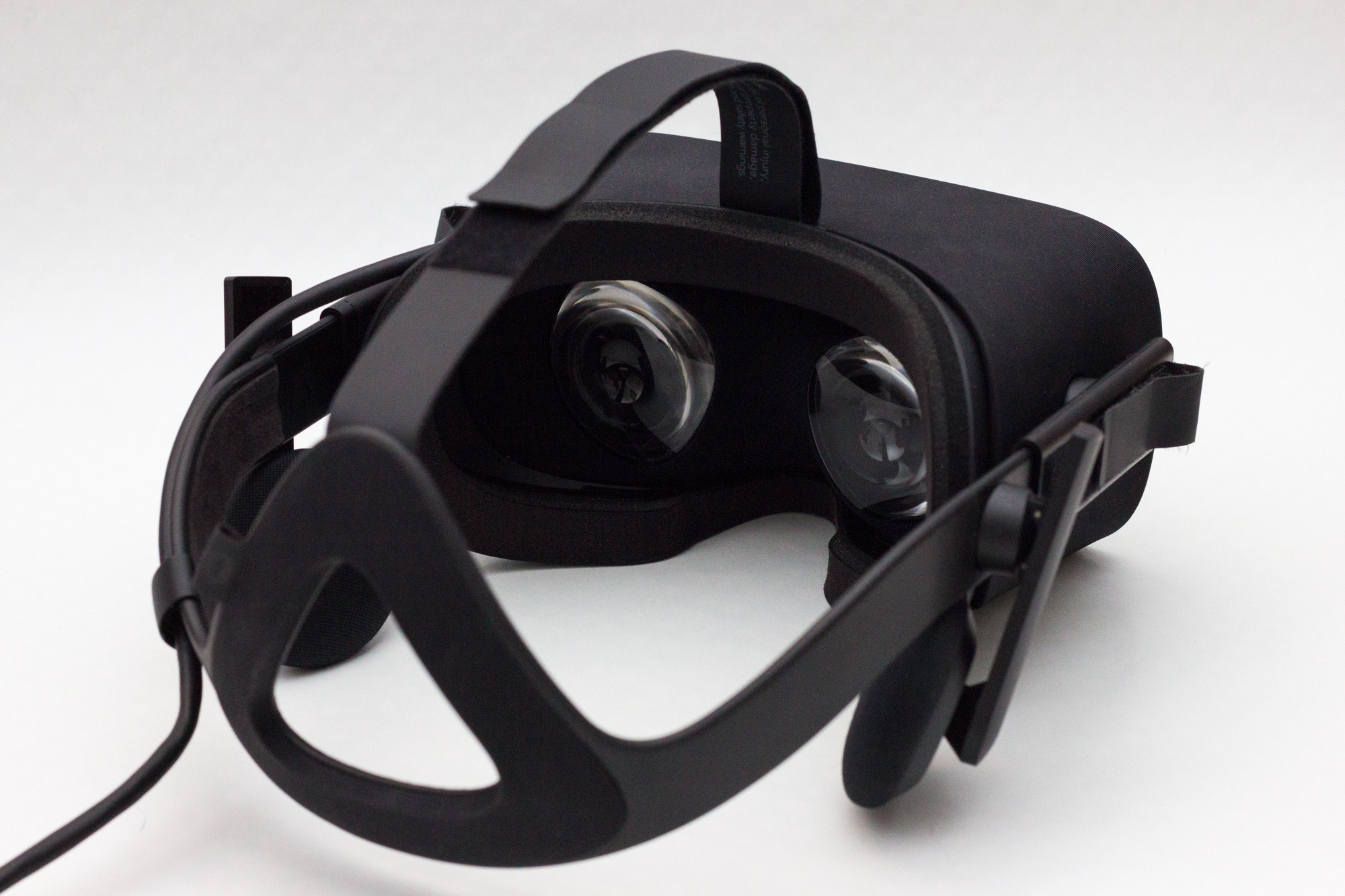
コンシューマ版

Rift初の一般向けとなる製品 (Consumer version, CV1)。2014年9月に公開された試作機Crescent Bayをさらに改良したバージョンとなっており、解像度が2160x1200、フレームレートが90fpsに向上している他、オーディオシステムの統合が図られている。また製品パッケージにはXbox One Controllerが同梱されている。
一次出荷は当初2014年末から2015年初頭とされていたが、最終的に2016年1月に予約開始、3月出荷開始となった。製品価格は当初HMDのみで200ドル（約2.4万円）未満と説明されていたが、後にHMD本体を500ドル（約6万円）、他に出力側PC本体に1,000ドル（約12万円）相当が必須と予告され、最終的には599ドルでの発売となった。
本システムは既に所有するPCをベースにHMDを追加購入することで、トータルコストは抑えることが出来るとされているが、ハイエンド化が図られた結果PC側の要求能力は2015年末時点における一般的なゲーミングPCの7倍以上が必要とされ、ハードルは高い。2016年11月のアップデートにより、中間フレームを自動生成する Asynchronous Spacewarp (ASW) 技術が導入されたことで、フレームレートが45fpsのマシンでも90fpsでの描画が可能となり、性能要件が一部緩和された。また、段階的な値下げも行われ、2017年3月には後述のTouch同梱で598ドルに、2017年7月には499ドル（セール期間中は一時399ドル）、2017年10月には399ドルとなった。

#### Rift S
2019年3月に発表されたコンシューマ版の後継機。先代のRift製品版とは互換性を持つ改良型で、解像度が2560x1440に向上した他、最大の特徴として姉妹品の一体型VR HMD「Oculus Quest」に採用されたトラッキングシステムOculus Insightが導入され、外部センサーが不要になるなど、使い勝手の改善が図られている。価格は399ドル。

#### 仕様
販売終了  販売中 
| モデル             | Development Kit 1 (DK1)    | Development Kit 2 (DK2)      | 製品版 (CV1)                  | 製品版 (S)                    |
| ------------------ | -------------------------- | ---------------------------- | ----------------------------- | ----------------------------- |
| 本体画像           |                            |                              |                               |                               |
| 画面解像度         | 1280×800 （640×800 / eye） | 1920×1080 （960×1080 / eye） | 2160×1200 （1080×1200 / eye） | 2560×1440 （1280×1440 / eye） |
| パネル方式         | 液晶                       | 有機EL                       | 有機EL                        | 液晶                          |
| リフレッシュレート | 60 Hz                      | 75 Hz                        | 90 Hz                         | 80 Hz                         |
| ターゲット価格     | $300                       | $350                         | $599→$399（値下げ）           | $399                          |
| モデル             | Development Kit 1 (DK1)    | Development Kit 2 (DK2)      | 製品版 (CV1)                  | 製品版 (S)                    |

## 周辺機器

### Oculus Touch

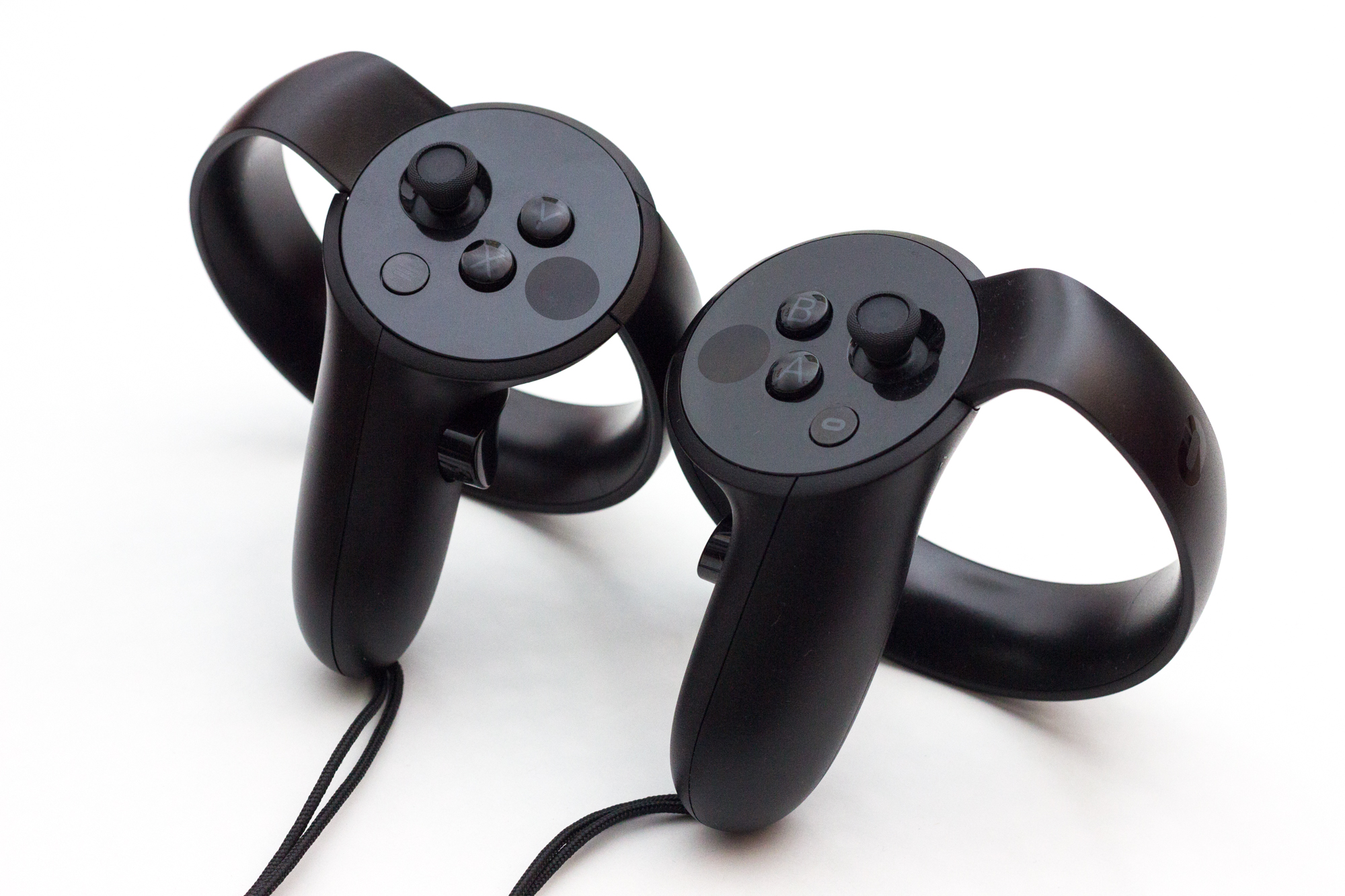
Oculus Touch

Oculus Touchは、Rift用の標準コントローラとして開発された入力機器。左右にそれぞれ片手用のコントローラを持つデザインで、VR空間内での手の動きを表現することができる。トラッキングにはヘッドセットと同じく赤外線LEDが用いられる。ただし、QuestとRift Sに付属のものはトラッキング範囲外に出ても良いように、加速度センサーやジャイロセンサーも搭載している模様。開発の遅れから当初コンシューマ版Riftの同梱物には含まれておらず、2016年12月6日の発売となった。単体での販売価格は199ドル。Touchのパッケージには追加の赤外線センサーが同梱されており、2基のセンサーを用いることでライバルのHTC Viveのようにトラッキング精度の向上・カメラの死角を減らすことによるトラッキングの安定化を図っている。 なお、インサイドアウトトラッキングを採用しているRift SとQuestに付属しているものはトラッキング精度向上のためか、センサーリングがコントローラーの上についている（通常版はコントローラーの下）。

## 関連するプロジェクト
パルマー・ラッキーは南カリフォルニア大学のクリエイティブテクノロジー研究所に雇用されていた時に、モバイルフォンをディスプレーデバイスにしてHMDにする安価なキットであるFOV2GOプロジェクトに従事している。FOV2GO プロジェクトの成果は現在ではテンプレートが公開されている。
南カリフォルニア大学のチームは完全没入型VRであるHolodeckプロジェクトに参加しており、Razer Hydraモーションコントローラー、PS Moveでのポジショントラッキング、そしてRift HMDによってユーザが完全に仮想世界の中に入るようになっていた。